# Staatliche Fachoberschule Germering
Die Staatliche Fachoberschule Germering ist eine Fachoberschule  in Germering mit den  Ausbildungsrichtungen „Gesundheit“, „Sozialwesen“ sowie „Wirtschaft und Verwaltung“. Schulträger ist der Landkreis Fürstenfeldbruck.

## Schulgebäude
Die FOS nutzt bis zu einem Neubau die Räumlichkeiten des Carl-Spitzweg-Gymnasiums mit.

## Geschichte
Aufgrund steigender Schülerzahlen im Landkreis Fürstenfeldbruck wurde sie zum Schuljahr 2017/2018 aus der Beruflichen Oberschule Fürstenfeldbruck ausgegründet. Gründungsschulleiter war  – wie schon an der Fachoberschule Starnberg – Holger Wirth.